# Вулиця Юхима Геллера
Вулиця Юхи́ма Геллера — вулиця в Київському районі міста Одеса, мікрорайон Чубаївка. Проходить з південного сходу на північний захід, від вулиці Чубаївської до вулиці Шклярука, між вулицями Нєдєліна і Одеської громади.

## Історія
Поточну назву отримала 5 квітня 2016 року на честь Юхима Геллера, міжнародного гросмейстера з шахів, що народився в Одесі.
Колишня назва — Жовтневої революції.

## Опис
На вулиці знаходяться:
- буд. 23
  - Дитячий садок «Лапушка»
  - Приватний НВК «Свободная школа АСТР»
- буд. 43
  - Бібліотека для дорослих № 13
  - Рада ветеранів війни, праці та військової служби мікрорайону «Чубаївка»